# Galinder

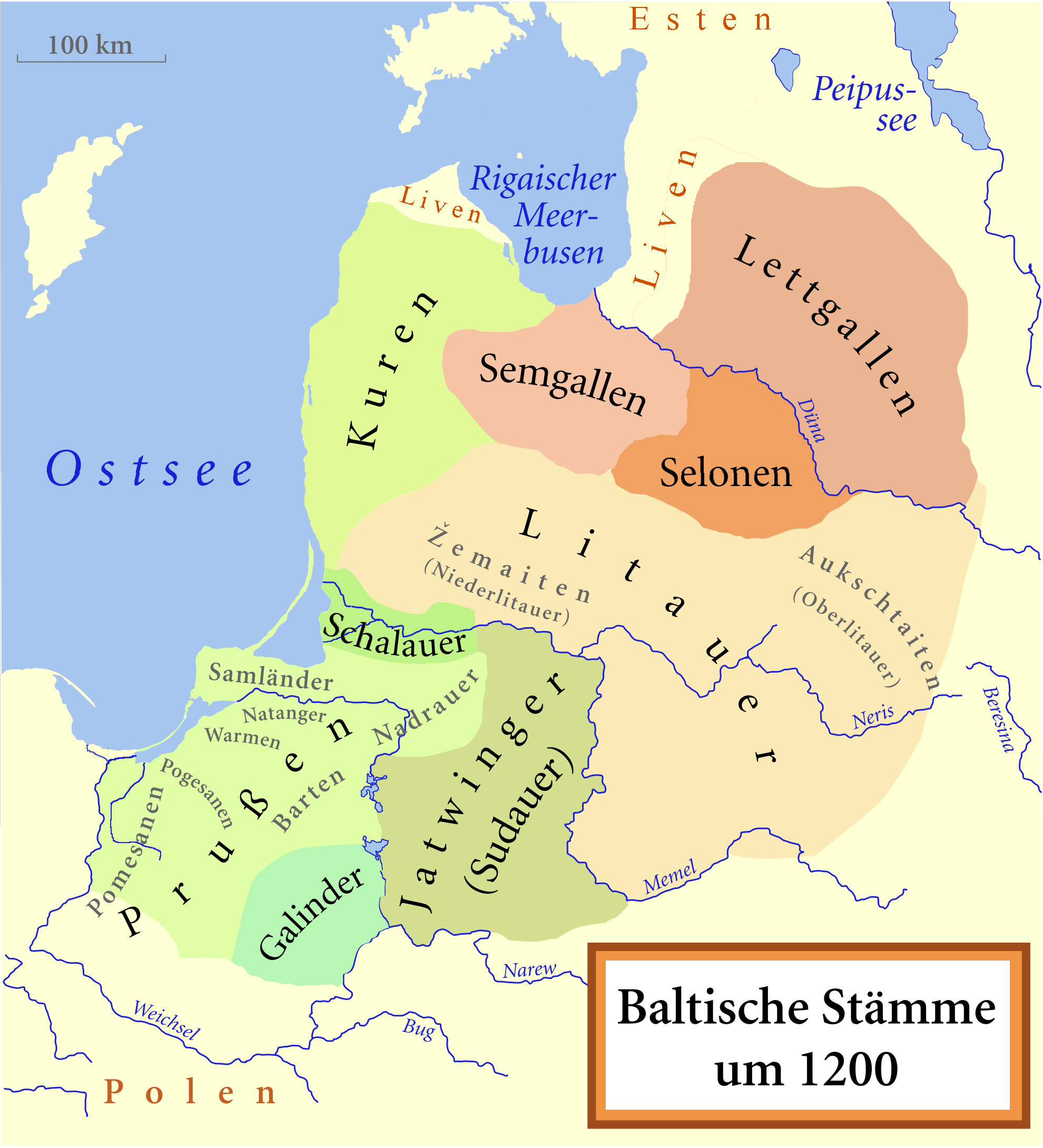
Galinder (leuchtend grün) und andere baltische Stämme um 1200

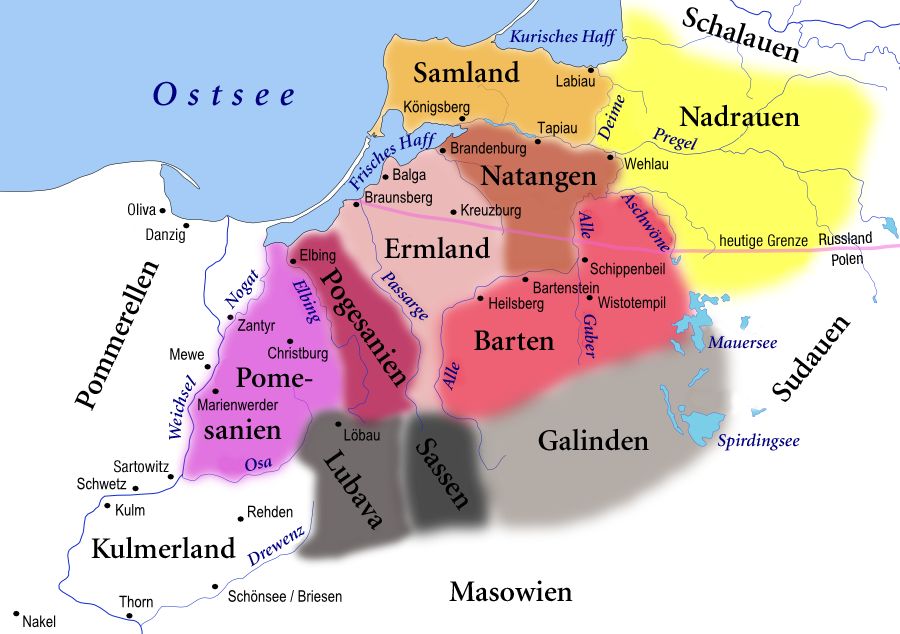
Galinder (hellgrau) und prußische Stämme

Die Galinder (lateinisch: Galindi, Galindite, auch Galindae; griechisch: Γαλίνδαι (Galindai); prußisch: Galindis; litauisch: Galindai; englisch: Galindians) waren ein westbaltischer Stamm im Südwesten des ehemaligen Ostpreußen bzw. im Nordosten des heutigen Polen.
Galinder (hier Galindos) finden sich spätestens seit dem 8. Jahrhundert auch auf der Iberischen Halbinsel, und als Goljad etwa seit dem 14. Jahrhundert in der Gegend von Moskau.

## Name
Der Name leitet sich wahrscheinlich aus dem Baltischen her, vgl. litauisch galas, lettisch gals ‚Ende‘.

Ob es einen Zusammenhang mit litauisch galìngas ‚mächtig‘ gibt, ist unklar.

## Antike Galinder
Ptolemaios erwähnt in seiner Geographike Hyphegesis bereits im 2. Jahrhundert einen Stamm der Galindai (Γαλίνδαι) östlich der Weichsel und zusammen mit den Sudinai (Sudauern) bei den Venetae (Venetern).

## Galinder im späteren Masuren
Peter von Duisburg erwähnt in seiner Chronica Terrae Prussiae die Galindite erstmals für das Jahr 1231. Jene Galinder werden erst Ende des 13. Jahrhunderts vom Deutschen Orden unterworfen.

## Galinder in Russland
In altrussischen Chroniken taucht für das Jahr 1058 erstmals ein Stamm der Goljad (голядь) (englisch Eastern Galindians) auf. Dieser Stamm lebte in der Umgebung von Moskau. Sein Name wird auf die Galinder zurückgeführt und er gilt als baltischer Stamm. Die Spuren dieses Stammes lassen sich noch bis in das 19. Jahrhundert verfolgen.